# Heinrich Bunke
Heinrich Friedrich Karl Bunke (* 24. Juli 1914 in Wohlde, Landkreis Celle; † 16. September 2001 in Celle) leistete im NS-Staat im Rahmen der NS-Krankenmorde als Arzt Beihilfe zur Ermordung von 9.200 Menschen in den NS-Tötungsanstalten Brandenburg und Bernburg.

## Herkunft und Studium
Heinrich Bunke wurde am 24. Juli 1914 als Sohn eines Volksschullehrers in Wohlde, Landkreis Celle, geboren. Die Oberrealschule in Celle verließ er 1934 mit dem Abitur. Freiwillig leistete er ein halbes Jahr Arbeitsdienst, bevor er für ein Jahr zur Reichswehr ging.
1935/36 nahm Bunke in Kiel ein Medizinstudium auf und trat 1935 in die Burschenschaft Teutonia zu Kiel sowie den Nationalsozialistischen Deutschen Studentenbund ein. Im Wintersemester ging er an die Albert-Ludwigs-Universität Freiburg. Dort wurde er mit Aquilin Ullrich bekannt. Bunke beantragte am 20. Mai 1937 die Aufnahme in die NSDAP und wurde rückwirkend zum 1. Mai desselben Jahres aufgenommen (Mitgliedsnummer 4.353.792). Um seinen Einsatz als Wehrmachtsarzt mit Beginn des Krieges zu ermöglichen, wurde Bunke nach acht Semestern die Notapprobation erteilt.

## Bei der T4-Organisation
Ende Juni oder Anfang Juli 1940 wurde Bunke auf Vorschlag seines Studienkollegen Ullrich zu Werner Blankenburg in die Kanzlei des Führers bestellt. Dieser war als Leiter des Amtes IIa zuständig für das Personal der mit der Durchführung des nationalsozialistischen „Euthanasie“-Programms beauftragten Zentraldienststelle T4. Vom ärztlichen Leiter des im Nachkriegssprachgebrauch „Aktion T4“ genannten Krankenmordes, Werner Heyde, wurde Bunke in das der Geheimhaltung unterliegende Vorhaben eingeweiht. Obwohl ihm nicht seine konkreten Funktionen eröffnet wurden, erklärte er sich zur Mitarbeit bereit, da für ihn die Autorität und das fachliche Ansehen von Heyde als Ordinarius an der Würzburger Universität sowie der Hinweis auf den geheimen Führerbefehl, der auch schriftlich mit Datum vom 1. September 1939 vorläge, ausschlaggebend waren. Auch das Argument, dass im Krieg alle verfügbaren Kräfte für den „Überlebenskampf des deutschen Volkes“ gebraucht würden und daher „Ballastexistenzen“ wie unheilbar Geisteskranke „auf medizinisch einwandfreie Art einzuschläfern“ seien, erschien ihm einleuchtend.

## In der NS-Tötungsanstalt Brandenburg
Bunkes erster Einsatzort war die NS-Tötungsanstalt Brandenburg. Hier begann er im August 1940 als Vertreter des Leiters dieser Anstalt, Irmfried Eberl, seine Tätigkeit. Im Schriftverkehr verwendete er den Tarnnamen „Dr. Rieper“. Bunke veranlasste auch die Verlegung der Kranken aus den Ursprungs- oder Zwischenanstalten in die Vergasungsanstalt Brandenburg. So unterschrieb er mit seinem richtigen Namen unter anderem am 29. September 1940 eine Anweisung zur Verlegung von 75 Männern aus der Anstalt Neuruppin nach Brandenburg. Unter den hier getöteten Kranken befanden sich auch Kinder, wie Bunke nach dem Krieg aussagte:

„In Brandenburg wurden auch Kinder im Alter von etwa acht und zwölf, es kann auch bis zu vierzehn Jahre gewesen sein, vergast. […] Ein Teil der Kinderleichen wurde von Prof. Hallervorden aus Berlin seziert und zur wissenschaftlichen Auswertung mitgenommen“

## In der NS-Tötungsanstalt Bernburg
Ende 1940 wurde die Vergasungsanstalt Brandenburg geschlossen. Das Personal wechselte nach Bernburg (Saale), wo im November 1940 in einem abgetrennten Teil der Heil- und Pflegeanstalt eine neue Tötungsanstalt eingerichtet worden war.
Im April 1941 promovierte Bunke zum Dr. med. und absolvierte im Mai oder Juni 1941 eine vierwöchige Ausbildung bei Julius Hallervorden am Kaiser-Wilhelm-Institut für Hirnforschung in Berlin-Buch. Hier wurde er in der Auswahl medizinisch interessanter Gehirne und deren Präparierung unterwiesen, die Hallervorden für seine histologischen Untersuchungen wünschte. In der NS-Tötungsanstalt Bernburg wurde daher neben der Gaskammer ein Sektionsraum eingerichtet, um die Entnahme der Gehirne vor Ort zu ermöglichen. Bislang hatte das Kaiser-Wilhelm-Institut für Hirnforschung die Sektionen durch eigenes Personal vornehmen lassen. Bei einer solchen Gelegenheit hatte Hallervorden im Oktober 1940 auch Bunke in Brandenburg kennengelernt.
Die für eine Sektion vorgesehenen Opfer wurden vor ihrer Vergasung von Bunke mit einem roten Kreuz auf dem Rücken versehen, so dass die Leichenverbrenner, die für die Räumung der Gaskammer und die Einäscherung der Leichen zu sorgen hatten, diese aussondern und in den Sektionsraum schaffen konnten. Bunke erklärte hierzu, er habe in Brandenburg angeordnet, dass die Gehirne einzelner Leichen seziert würden und dem Kaiser-Wilhelm-Institut für Hirnforschung (Prof. Dr. Hallervorden) zur Verfügung gestellt würden. Nachdem jedoch die nötigen Einrichtungen in Brandenburg fehlten, seien diese auf seinen Antrag hin bei Einrichtung der Anstalt in Bernburg gleich geschaffen worden.
In Bernburg unterschrieb Bunke mit dem Tarnnamen „Dr. Keller“. Die Bedienung des Gashahnes in Brandenburg und Bernburg stritt Bunke in seinem Prozess nach dem Krieg immer wieder ab. Ein solches Verhalten würde jedoch im Widerspruch zur Anweisung der für die Aktion T4 Verantwortlichen in der Kanzlei des Führers stehen. Viktor Brack, der Leiter des mit der Durchführung des „Euthanasie“-Programmes beauftragten Hauptamtes II der Kanzlei des Führers, erklärte immer wieder die nicht zuletzt auch symbolische Bedeutung unter dem Aspekt der „volksgesundheitlichen“ Motivation der ganzen Aktion, dass ausschließlich Ärzte die Einleitung der Tötung durch das Aufdrehen des Gashahnes vornehmen dürften. Im Verfahren gegen Werner Heyde hielt der beteiligte Spezialist August Becker fest, dass Viktor Brack und Professor Dr. Brandt den Versuch einer „Probevergasung“ im Januar 1940 in der Heil- und Pflegeanstalt Brandenburg abschließend als gelungen bezeichneten.
Für Bernburg liegen allerdings Zeugenaussagen vor, dass nicht immer ein Arzt anwesend war und demnach der Gashahn auch vom nichtärztlichen Personal bedient wurde.
Zumindest bei der Visitation der Opfer vor den Gaskammern und der Prüfung, welche Todesursache für die einzelnen Kranken später in die Totenscheine eingetragen werden sollte, war Bunke beteiligt.
Nach eigenen Angaben schied Bunke im Oktober 1941, also nach dem Stopp der „Aktion T4“ am 24. August 1941, aus der Organisation aus. In einer Personalaufstellung der Zentraldienststelle T4 wurde er jedoch noch bis zum 31. März 1943 als Mitarbeiter aufgeführt. Dass Bunke ein Ausscheiden aus der T4-Organisation anstrebte, wurde durch Zeugenaussagen belegt.

## Nach dem Krieg
Die britischen Besatzungstruppen setzten Bunke nach Kriegsende als Arzt zur Behandlung von TBC-Kranken ein. Im Juli 1945 erhielt er eine Assistentenstelle an der Landesfrauenklinik in Celle, absolvierte eine Ausbildung zum Facharzt für Frauenkrankheiten und ließ sich 1951 als selbständiger Frauenarzt und Belegarzt zweier Krankenhäuser nieder.

## Verhaftung und Prozess
Am 12. April 1962 wurde Bunke verhaftet, am 19. April 1962 jedoch wieder unter diversen Auflagen entlassen. So konnte er weiterhin praktizieren und auch noch einen Urlaub auf Sylt verbringen.
Die Generalstaatsanwaltschaft Frankfurt/M. erhob am 15. Januar 1965 Klage gegen ihn sowie die T4-Ärzte Kurt Borm, Klaus Endruweit und Aquilin Ullrich „heimtückisch, grausam, aus niederen Beweggründen, vorsätzlich und mit Überlegung jeweils mehrere Tausend Menschen getötet zu haben“. Noch vor Prozessbeginn ordnete der Regierungspräsident in Lüneburg im September 1966 an, die ärztliche Bestallung Bunkes ruhen zu lassen. Mehr als 5000 Menschen aus Celle und Umgebung sowie der Ärzteverein Celle setzten sich daraufhin für Bunke bei der Niedersächsischen Landesregierung ein mit dem Ergebnis, dass Bunke weiter praktizieren durfte. Der Prozess vor dem Schwurgericht des Landgerichts Frankfurt am Main begann am 3. Oktober 1966. Im sogenannten ersten Ärzteprozess fiel am 23. Mai 1967 das Urteil:

„Die im Rahmen der Aktion ‚T4‘ durchgeführten Massentötungen […] erfüllen den Tatbestand des Mordes im Sinne des § 211 StGB in der zur Tatzeit geltenden und in der heute gültigen Fassung. Jedes menschliche Leben, auch das der Geisteskranken, genießt bis zu seinem Erlöschen den Schutz des § 211 StGB […] kein Kulturvolk [hat] jemals eine derartige Aktion durchgeführt.“

Für Bunke wurde die Beihilfe zur Ermordung von mindestens 4.950 Geisteskranken festgestellt. Er wurde jedoch wie alle anderen Mitangeklagten wegen des fehlenden „Bewusstseins der Rechtswidrigkeit“ (unvermeidbarer Verbotsirrtum) seines Tuns freigesprochen. Am 7. August 1970 hob der Bundesgerichtshof das Urteil wegen sachlicher Widersprüche auf. Der neue Prozess sollte am 16. Dezember 1971 beginnen. Jedoch bereits im Juli dieses Jahres legte Bunke ein ärztliches Zeugnis vor, wonach er im April 1968 einen schweren, lebensbedrohlichen Herzinfarkt erlitten habe, nachdem ihm die Revision der Staatsanwaltschaft gegen seinen Freispruch bekannt geworden sei. Bunke sei nicht mehr verhandlungsfähig. Am 26. November 1971 wurde das Verfahren gegen ihn vorläufig eingestellt. Mit Ausnahme von Kurt Borm wurde das Verfahren auch gegen die weiteren Angeklagten vorläufig eingestellt. Trotz ihrer Verhandlungsunfähigkeit blieben Bunke und Kollegen in der Lage, weiterhin ihre Praxis zu führen und Patienten zu behandeln.
Als Bunke am 29. Januar 1986 wieder vor dem Landgericht Frankfurt/M. erscheinen sollte, legte er eine Bestätigung vor, dass er nur einmal pro Woche für zwei Stunden vernehmungsfähig sei. Am 18. Mai 1987 verurteilte ihn das Landgericht Frankfurt am Main wegen Beihilfe zum Mord in mindestens 11.000 Fällen zu vier Jahren Haft. Der Bundesgerichtshof ermäßigte im Revisionsverfahren die Strafe mit Urteil vom 14. Dezember 1988 auf drei Jahre mit der Begründung, die Beihilfe zum Mord könne nur für 9.200 Menschen nachgewiesen werden.
Nach einer Haftzeit von 18 Monaten wurde Bunke entlassen.
Heinrich Bunke ist im September 2001 in Celle verstorben.